# مارسيلو دورادو
مارسيلو دورادو (بالبرتغالية: Marcelo Dourado) هو فنان قتال مختلط برازيلي، ولد في 29 أبريل 1972 في بورتو أليغري في البرازيل.

## وصلات خارجية
- مارسيلو دورادو على موقع شيردوغ (الإنجليزية)